# 노천탕

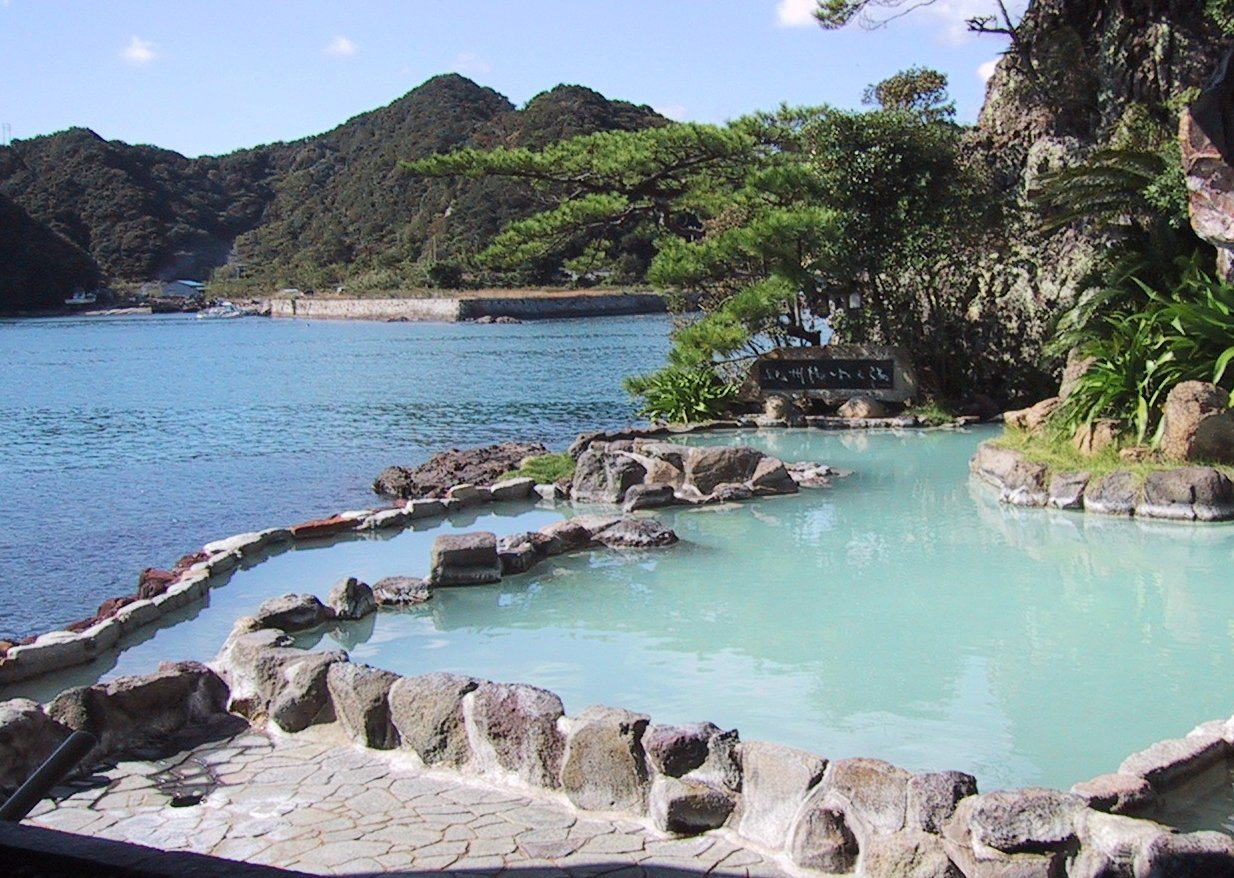
일본의 난키카쓰우라 온천

노천탕(露天湯)이란 실외에 목욕 시설을 갖추어 놓은 온천을 말한다. 기네스북에 등록된 세계에서 가장 넓은 노천온천은 일본 후쿠시마현 이와키시에 있는 이와키 유모토 온천으로 넓이가 약 1000 m2이다.